# Pediella colorata
Pediella colorata är en insektsart som beskrevs av Roberts 1937. Pediella colorata ingår i släktet Pediella och familjen gräshoppor. Inga underarter finns listade i Catalogue of Life.